# 쿠아트레 보르네
쿠아트레 보르네(프랑스어: Quatre Bornes)는 모리셔스의 도시이며, 모리셔스 섬 플랭윌렐름 구에 위치한 도시이다.인구는 75,967명이며, 모리셔스에서 5번째로 큰 도시이다.